# Monothalamea
Classe
Les Monothalamea constituent une classe de foraminifères.

## Liste des ordres et familles
Selon World Register of Marine Species (28 mars 2016) :

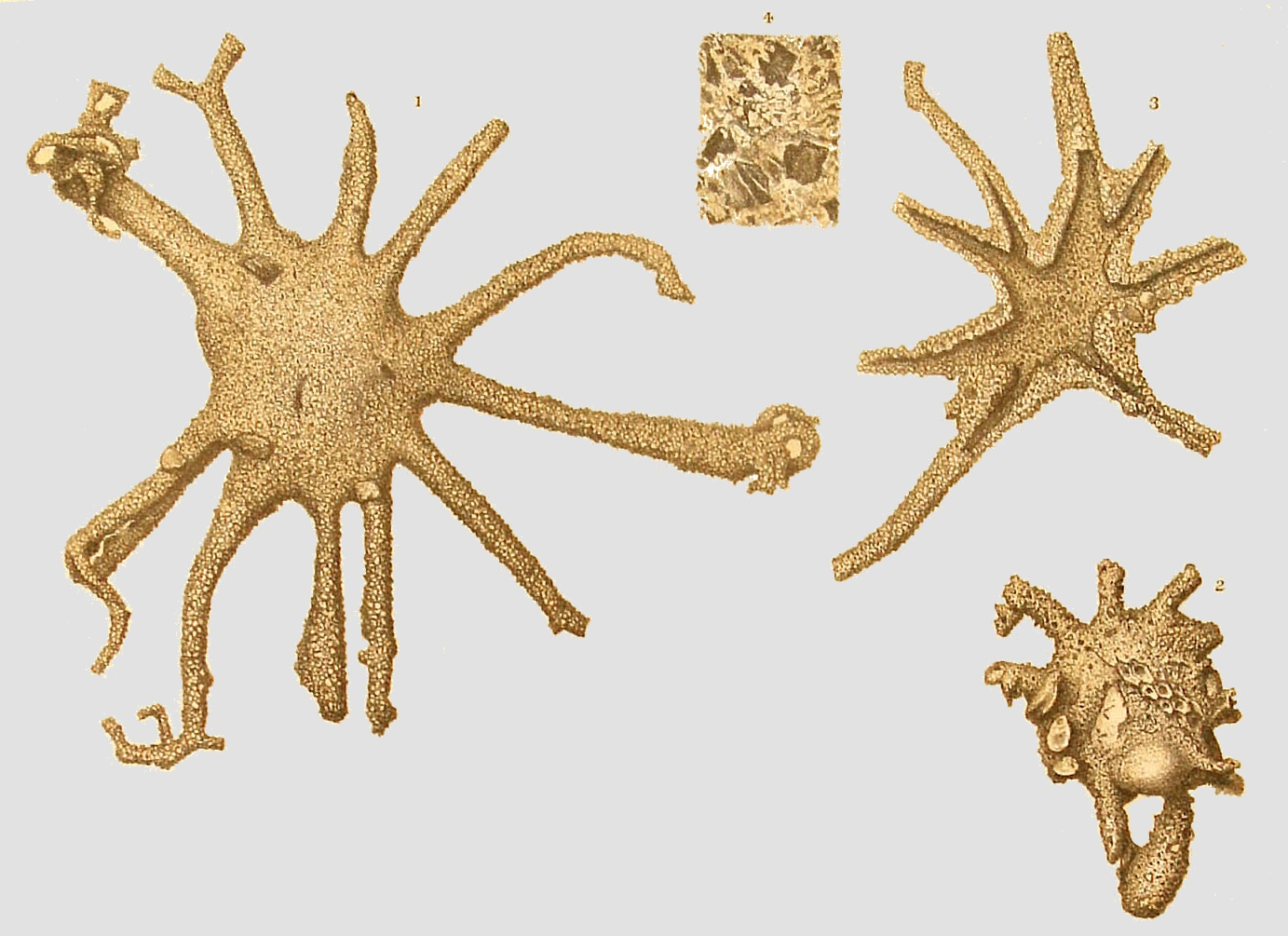
Astrorhiza limicola, famille des Astrorhizidae, ordre des Astrorhizida).

- ordre Allogromiida Loeblich & Tappan, 1961
  - famille Allogromiidae Rhumbler, 1904
  - famille Hospitellidae Loeblich & Tappan, 1984
  - famille Lagynidae Schultze, 1854
  - famille Maylisoriidae Bykova, 1961 †
  - famille Phthanotrochidae Arnold, 1978
- ordre Astrorhizida Lankester, 1885
  - sous-ordre Astrorhizina
    - super-famille Astrorhizoidea Brady, 1881
      - famille Arboramminidae Shires, Gooday & Jones, 1994
      - famille Astrorhizidae Brady, 1881
      - famille Dendrophryidae Haeckel, 1894
      - famille Diffusilinidae Loeblich & Tappan, 1961
      - famille Dryorhizopsidae Loeblich & Tappan, 1964
      - famille Halyphysemidae Loeblich & Tappan, 1984
      - famille Hemisphaeramminidae Loeblich & Tappan, 1961
      - famille Hippocrepinellidae Loeblich & Tappan, 1984
      - famille Notodendrodidae Delaca, Lipps & Hessler, 1980
      - famille Rhabdamminidae Brady, 1884
      - famille Schizamminidae Nørvang, 1961
      - famille Silicotubidae Vyalov, 1968 †
      - famille Vanhoeffenellidae Saidova, 1981

    - super-famille Komokioidea Tendal & Hessler, 1977
      - famille Baculellidae Tendal & Hessler, 1977
      - famille Komokiidae Tendal & Hessler, 1977
      - famille Normaninidae Mikhalevich, 1995
      - famille Rhizamminidae Wiesner, 1931
      - genre Skeletonia Gooday, Kamenskaya & Cedhagen, 2007

  - sous-ordre Hippocrepinina
    - super-famille Hippocrepinoidea Rhumbler, 1895
      - famille Ammovolummidae Chernykh, 1967
      - famille Botellinidae Chapman & Parr, 1936
      - famille Hippocrepinidae Rhumbler, 1895
      - famille Hyperamminidae Eimer & Fickert, 1899
      - famille Jugimuramminidae Zheng, 2001

  - sous-ordre Saccamminina Lankester, 1885
    - super-famille Psammosphaeroidea Haeckel, 1894
      - famille Lacustrinellidae Mikhalevich, 1995
      - famille Polysaccamminidae Loeblich & Tappan, 1984
      - famille Psammosphaeridae Haeckel, 1894
      - famille Telamminidae Loeblich & Tappan, 1985

    - super-famille Saccamminoidea Brady, 1884
      - famille Crithioninidae Hofker, 1972
      - famille Saccamminidae Brady, 1884
      - famille Stegnamminidae Moreman, 1930
- super-famille Xenophyophoroidea Tendal, 1972
  - famille Cerelasmidae Tendal, 1972
  - famille Psammettidae Tendal, 1972
  - famille Psamminidae
  - famille Stannomidae Haeckel, 1889
  - famille Syringamminidae Tendal, 1972
  - genre Nazareammina Gooday, Aranda da Silva, Pawlowski, 2011
  - genre Shinkaiya Lecroq et al., 2009
- famille Reticulomyxidae Page, 1987, emend. Huelsmann, 2014
- genre Flexammina Voltski & Pawlowski, 2015
- genre Leannia Apothéloz-Perret-Gentil & Pawlowski, 2014
- genre Nellya Gooday, Anikeeva & Pawlowski, 2010